# Sangkanayu (Mrebet)
Sangkanayu is een bestuurslaag in het regentschap Purbalingga van de provincie Midden-Java, Indonesië. Sangkanayu telt 4208 inwoners (volkstelling 2010).